# Distrikt Huasahuasi

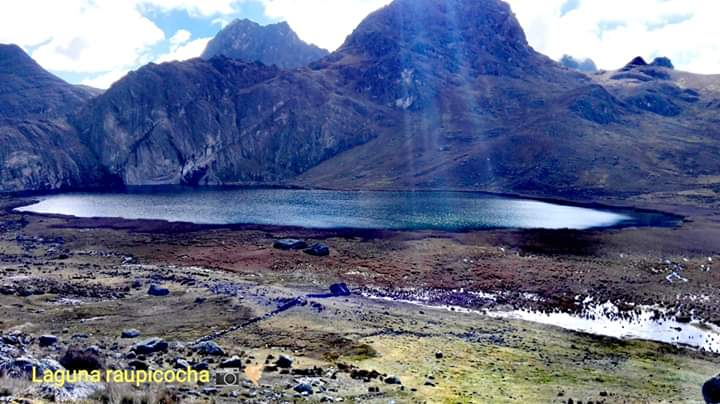
Landschaft im Nordwesten des Distrikts

Der Distrikt Huasahuasi liegt in der Provinz Tarma in der Region Junín in Zentral-Peru. Der Distrikt wurde am 28. November 1912 gegründet. Er besitzt eine Fläche von 637 km². Beim Zensus 2017 wurden 10.691 Einwohner gezählt. Im Jahr 1993 lag die Einwohnerzahl bei 14.896, im Jahr 2007 bei 15.384. Sitz der Distriktverwaltung ist die 2751 m hoch gelegene Kleinstadt Huasahuasi mit 4378 Einwohnern (Stand 2017). Huasahuasi befindet sich 17 km nordnordöstlich der Provinzhauptstadt Tarma.

## Geographische Lage
Der Distrikt Huasahuasi liegt in der peruanischen Zentralkordillere im Nordosten der Provinz Tarma. Das Hauptareal umfasst das Einzugsgebiet des Río Huasahuasi. Dieser mündet im Südosten in den Río Tarma, der entlang der südöstlichen Distriktgrenze weiter Richtung Osten fließt. Zum Distrikt gehört ein schmaler Korridor im äußersten Nordosten. Dieses Gebiet wird über den Río Ulcumayo nach Osten entwässert.
Der Distrikt Huasahuasi grenzt im Südwesten an den Distrikt Palcamayo, im Nordwesten an den Distrikt San Pedro de Cajas, im Norden an den Distrikt Ulcumayo (Provinz Junín), im Osten an die Distrikte Chanchamayo und San Ramón (beide in der Provinz Chanchamayo), im Südosten an den Distrikt Palca sowie im zentralen Süden an den Distrikt Acobamba.

## Ortschaften
Im Distrikt gibt es neben dem Hauptort folgende größere Ortschaften:
- Carita (256 Einwohner)
- Pongo (267 Einwohner)
- Punray (617 Einwohner)
- San Juan de la Libertad (476 Einwohner)
- Santa Rosa de Chiras (706 Einwohner)
- Tiambra (329 Einwohner)